# Clear Sailin'
Clear Sailin' è il secondo album come solista di Chris Hillman, pubblicato dalla Asylum Records nel 1977.

## Tracce
Lato A
1. Nothing Gets Through – 4:22 (Chris Hillman, Peter Knobler)
2. Fallen Favorite – 3:29 (Peter Knobler, Chris Hillman)
3. Quits – 3:22 (Danny O'Keefe)
4. Hot Dusty Roads – 3:04 (Chris Hillman, Peter Knobler)
5. Heartbreaker – 5:24 (David Wolfert, Carole Bayer Sager)

Durata totale: 19:41
Lato B
1. Playing the Fool – 3:55 (Chris Hillman, Don McCarison)
2. Lucky in Love – 2:30 (Peter Knobler, Chris Hillman)
3. Rollin' and Tumblin' – 4:26 (Chris Hillman)
4. Ain't That Peculiar – 2:44 (William Smokey Robinson)
5. Clear Sailin' – 4:31 (Chris Hillman, Rick Roberts, Richard Marx)

Durata totale: 18:06

## Musicisti
- Chris Hillman - voce, chitarra elettrica, chitarra acustica
- Richard Marx - voce, chitarra ritmica
- John Brennan - chitarra solista
- Merel Bregante - batteria
- Skip Edwards - tastiere, chitarra pedal steel, sintetizzatore
- Larry Sims - basso, voce

Musicisti aggiunti
- Al Garth - violino, viola, sassofono, recorder
- Joe Lala - percussioni
- Jack Bartley - prima chitarra solista (brano: Playing the Fool)
- Michael Clarke - tamburello (brano: Clear Sailin')
- Timothy B. Schmit - accompagnamento vocale aggiunto
- Bobby LaKind - percussioni (brano: Playing the Fool)

Note aggiuntive
- Jim Mason - produttore (per la Free Flow Productions Inc.)
- Buddy Zoloth - assistente alla produzione
- Registrazioni effettuate a Los Angeles, California, al Davlen Sound Studios ed al Village Recorders.
- Tom Knox - ingegnere del suono
- David Ruffo - ingegnere del suono
- Paul Dobbs - ingegnere del suono
- Robert Shames - assistente ingegnere del suono
- Lon Neuman - assistente ingegnere del suono